# Ipomoea ochroleuca
Ipomoea ochroleuca är en vindeväxtart som beskrevs av Spanoghe. Ipomoea ochroleuca ingår i släktet praktvindor, och familjen vindeväxter. Inga underarter finns listade i Catalogue of Life.